# Salles-Curan
Salles-Curan är en kommun i departementet Aveyron i regionen Occitanien i södra Frankrike. Kommunen ligger  i kantonen Salles-Curan som ligger i arrondissementet Millau. År 2022 hade Salles-Curan 1 030 invånare.

## Befolkningsutveckling
Antalet invånare i kommunen Salles-Curan
Referens: INSEE